# Unzulässige Rechtsausübung
Unzulässige Rechtsausübung bezeichnet im deutschen Zivilrecht die rechtsmissbräuchliche Geltendmachung eines Rechtes, das der Gläubiger durch gesetzes-, vertrags- oder sonst treuwidriges Verhalten entweder erworben hat oder entsprechend einem derartigen Verhalten durchzusetzen beabsichtigt. 
Hergeleitet wird die unzulässige Rechtsausübung aus § 242 BGB. Insbesondere gehören hierher Fälle der rechtsmissbräuchlichen Strapazierung im Wege von Dolo agit, qui petit, quod statim redditurus est (Leistungsverlangen, obwohl unverzügliche Rückerstattungspflicht besteht) und Venire contra factum proprium (Widersprüchlichkeit zum eigenen früheren Verhalten).

## Tatbestand
Das BGB kennt zwei Hauptgruppen unzulässiger Rechtsausübung: einerseits die Generalklausel „Treu und Glauben“ (§ 242 BGB), andererseits aus der Spezialvorschrift des Schikaneverbots (§ 226 BGB). Eine Schikane nach § 226 BGB oder eine unzulässige Rechtsausübung nach § 242 BGB liegt nur dann vor, wenn die Geltendmachung eines Rechts keinen anderen Zweck verfolgt als die Schädigung eines anderen und bei Rechtsausübung kein schutzwürdiges Eigeninteresse zugrunde liegt oder wenn das Recht nur geltend gemacht wird, um ein anderes, vertragsfremdes oder unlauteres Ziel zu erreichen. Durch die Verwendung des Wortes „nur“ hat der Bundesgerichtshof verdeutlicht, dass es sich um eine abschließende Aufzählung (Enumerationsprinzip) handelt, die nicht auf weitere Fallgruppen ausgedehnt werden kann. Hierunter fällt die „dolo agit-Einrede“. 
Kurt Schellhammer führt die unter diese missbräuchliche Rechtsausübung zu subsumierenden Einzelfälle auf, mit denen er den kaum definierbaren Begriff erläutert. Hierzu gehören etwa der Verlust des Anspruchs auf Vertragsstrafe, wenn der Vertragspartner durch den anderen Vertragspartner zum Vertragsbruch verleitet wurde oder die Aufrechnung einer Bank gegen ihren Kunden mit einer Forderung, die sie nicht auf bankübliche Weise erworben hat. Aus dem Arbeitsrecht sind die auf eigenen Wunsch als freie Mitarbeiter eingestellten Beschäftigten zu erwähnen, die später nicht geltend machen können, dass sie Angestellte seien. Rechtsmissbrauch stellt somit gelegentlich auch widersprüchliches Verhalten dar („venire contra factum proprium“), zu dem systematisch die Verwirkung gehört.
Die Wahrnehmung eines Widerrufsrechts aus dem Grund, dass die Ware woanders günstiger zu erwerben war, stellt hingegen keine unzulässige Rechtsausübung dar, weil es laut BGH auf die Beweggründe für die Ausübung des Widerrufsrechts nicht ankommt.

## Rechtsfolgen
Der offenbare Rechtsmissbrauch ist rechtlich nicht geschützt, sodass aus § 242 BGB eine rechtsvernichtende Einwendung gegen das geltend gemachte Recht entsteht. Sie führt dazu, dass der bereits entstandene rechtsmissbräuchliche Anspruch nicht durchsetzbar ist. Das Schikaneverbot soll folglich helfen, drohendes Unrecht abzuwehren.